# Eyes Closed (Album)
Eyes Closed ist das Debüt-Album von The Souls.

## Über das Album
Im Mai 2015 begannen zusammen mit Produzent Greg Collins (U2, No Doubt, Gwen Stefani, Kiss, Eels, Matchbox twenty) die Studioarbeiten zum Debüt-Album Eyes Closed, das am 26. August 2016 veröffentlicht wurde und Platz 3 der Schweizer Album-Charts erreichte.
Die beiden Singles Close my Eyes und Fighting in the Moonlight schafften es erneut in die Rotation zahlreicher Schweizer Radiostationen.

## Entstehungsgeschichte
Im Jahre 2016, damals noch unter dem Namen Undiscovered Soul, produzierten sie eine EP-Trilogie:
Yellow (2013), Purple (2014) und Green (2015)
In Verbindung mit dem Auftritt an der Musexpo (Los Angeles) produzierten sie im Sommer 2016 das Debüt-Album "Eyes Closed".
Zur gleichen Zeit tauften sie danach ihre Band "The Souls".

## Titelliste
1. Silver Rain – 5:37
2. Close My Eyes – 4:51
3. Run Baby Run – 4:44
4. Promised Land – 3:33
5. Live – 4:36
6. Tandem – 3:46
7. Cry – 4:10
8. Stay – 4:04
9. Lines in the Sand – 5:02
10. Fightin in the Moonlight – 3:29
11. Whole – 4:14
12. Stars – 2:58

## Chartplatzierungen
| ChartsChartplatzierungen | Höchstplatzierung | Wochen |
| ------------------------ | ----------------- | ------ |
| Schweiz (IFPI)           | 3 (4 Wo.)         | 4      |

## Weblink
- The Souls-Homepage